# 贺信
贺信（1983年—），中华人民共和国政治人物、全国脱贫攻坚先进个人。

## 生平
贺信任永和县芝河镇包村工作队队长，山西省国新能源发展集团永和综合开发有限公司党支部书记、董事长。因在脱贫攻坚战中作出突出贡献，2021年2月25日全国脱贫攻坚总结表彰大会上，贺信被授予“全国脱贫攻坚先进个人”。